# Yvon Le Maho
Pour les articles homonymes, voir Maho.
Yvon Le Maho (né le 7 septembre 1947 à Goderville) est un écophysiologiste français, directeur de recherche au CNRS à l'université de Strasbourg.

## Biographie
Il est élu correspondant de l'Académie des Sciences le 22 mars 1993, puis membre (dans la section de Biologie intégrative) le 28 octobre 1996.
Il a été impliqué dans le Grenelle de l'environnement et a rédigé un rapport concernant le maïs OGM dans lequel il exprime clairement son opposition aux OGM.

## Publications
- (en) « Ecophysiology: Nature and function », Nature 416, 21 (2002)

En collaboration
- (en) A. Ancel, G.L. Kooyman, P.J. Ponganis, J.-P. Gendner, J. Lignon, X. Mestre, N. Huin, P.H. Thorson, P. Robisson, Y. Le Maho, « Foraging behaviour of emperor penguins as a resource detector in winter and summer », Nature, 360: 336-339 (1992)
- (en) A. Ancel, H. Visser, Y. Handrich, D. Masman, Y. Le Maho, « Energy saving in huddling penguins », Nature, 385: 304-305 (1997).
- (en) Y. Handrich, R. M. Bevan, J.-B. Charrassin, P. J. Butler, K. Putz, A. J. Woakes, J. Lage & Y. Le Maho., « Hypothermia in foraging king penguins », Nature 388, 64-67 (1997).
- (en) M. Gauthier-Clerc, Y. Le Maho, Y. Clerquin, S. Drault, Y. Handrich, « Penguin fathers store food for their chicks », Nature, 408: 928-929 (2000).
- Luc Abbadie, Gilles Bœuf, Allain Bougrain-Dubourg, Claudine Cohen, Bruno David, Philippe Descola, Françoise Gaill, Jean Gayon, Thierry Hoquet, Philippe Janvier, Yvon Le Maho, Guillaume Lecointre, Valérie Masson-Delmotte, Armand de Ricqlès, Philippe Taquet, Stéphanie Thiébault et Frédérique Viard, Manifeste du Muséum : Quel futur sans nature ?, Paris, Reliefs/MNHN, 2017, 80 p. (ISBN 978-2-8565-3811-1, lire en ligne).